# Chant (Mondkrater)
Chant ist ein Einschlagkrater auf der Mondrückseite.
Der Krater Chant liegt hinter dem südöstlichen Rand im gerade nicht mehr sichtbaren Teil des Mondes, nördlich von Mendel, südöstlich von Blackett.
Der nahezu kreisrunde Krater weist zwischen Kraterwall und Kraterboden einen Höhenunterschied von 2,99 km auf. Im Inneren befindet sich ein Zentralberg mit einer Höhe von 590 m. Die Entstehungszeit des Kraters wird der spät-imbrischen Periode zugerechnet.
Der Krater wurde 1970 von der IAU offiziell nach dem kanadischen Astronomen Clarence Chant benannt.